# Ернст (ерцхерцог на Австрия)
Ернст Австрийски (на немски: Ernst (III) von Habsburg; * 15 юни 1553, Виена; † 20 февруари 1595, Брюксел) от фамилията Хабсбург, е ерцхерцог на Австрия, щатхалтер (регент) в Долна Австрия (1576 – 1593), във Вътрешна Австрия (като опекун 1590 – 1593) и в Хабсбургската Испанска Нидерландия (1594 – 1595).

## Произход
Ернст е вторият син на император Максимилиан II и Мария Испанска. Той е по-малкият брат на император Рудолф II, на когото е единствен довереник и е предвиден за негов наследник. Ернст е по-голям брат на император Матиас.

## Биография
През 1572 г. Ернст кандидатства за короната на Жечпосполита, но тя е спечелена от френския кандидат Анри дьо Валоа.
Ернст поема през 1590 г. след смъртта на братовчед си ерцхерцог Карл II опекунството и регентството във Вътрешна Австрия за малолетния му син, ерцхерцог Фердинанд II (1578 – 1637).
През 1592 г. претърпява поражение в Унгария от турците. Същата година крал Филип II от Испания му дава управлението на Нидерландия, но Ернст пристига в Брюксел едва през 1594 г., където умира през началото на 1595 г. на 41-годишна възраст.
В Нидерландия Ернст забелязва художника Питер Брьогел и го препоръчва на брат си.

- Ерцхерцог Ернст Австрийски, щатхалтер на Испанска Нидерландия
- Гробът на Ернст Австрийски